# Горнє Прапрече
Горнє Прапрече (словен. Gornje Prapreče) — поселення в общині Требнє, регіон Південно-Східна Словенія, Словенія.